# Паскаль Боссхарт
Паскаль Боссхарт (нід. Pascal Bosschaart, нар. 28 лютого 1980, Роттердам) — нідерландський футболіст, що грав на позиції захисника.
Виступав, зокрема, за «Утрехт», з якимс тав дворазовим володарем Кубка Нідерландів, та «Феєнорд», а також молодіжну збірну Нідерландів.

## Клубна кар'єра
Вихованець «Феєнорда», але на дорослому футболі дебютував 1997 року виступами за команду «Утрехт», дебютувавши в Ередивізі 5 жовтня, в якій провів сім сезонів, взявши участь у 194 матчах чемпіонату. За цей час двічі виборював титул володаря Кубка Нідерландів. В його останньому матчі за «Утрехт» команда дала йому можливість забити гол за клуб. Йому дозволили пробити пенальті, але голкіпер відбив м'яч.
Влітку 2004 року Боссхарт повернувся у «Феєнорд», де залишався гравцем основи протягом двох сезонів. Своєю грою за останню команду привернув увагу представників тренерського штабу клубу «АДО Ден Гаг», до складу якого приєднався 2006 року. Відіграв за команду з Гааги наступні п'ять сезонів своєї ігрової кар'єри. Граючи у складі «АДО Ден Гаг» також здебільшого виходив на поле в основному складі команди.

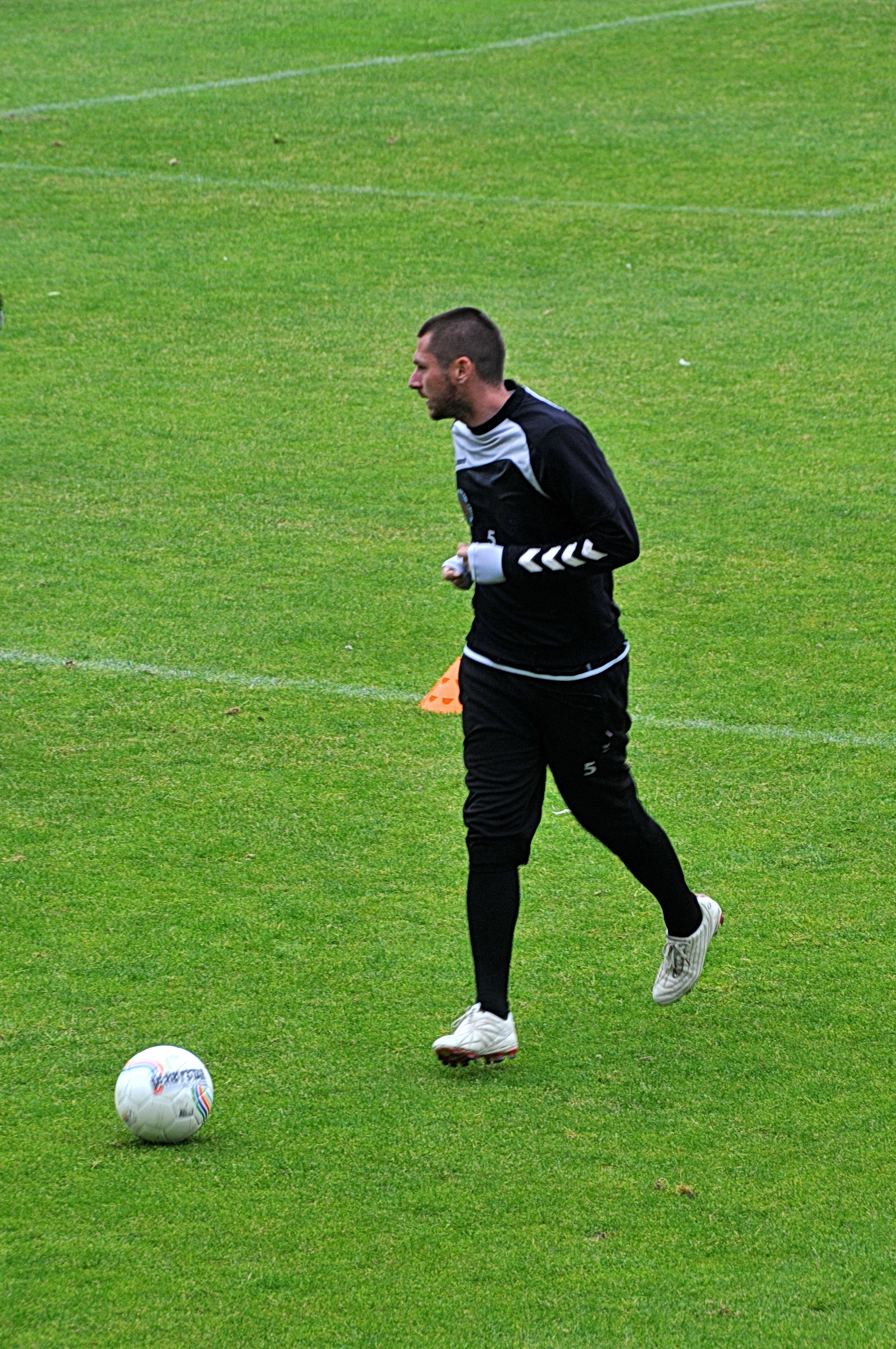
Паскаль Боссхарт під час виступів за «Сідней». 2011 рік.

17 червня 2011 року Боссхарт підписав однорічний контракт з австралійським клубом А-ліги «Сідней». 28 грудня клуб оголосив, що вони продовжили контракт із захисником ще на 2 роки. У першому з них Боссхарт був визнаний найціннішим гравцем клубу, але протягом другого року в клубі Боссаарт зіграв лише декілька матчів, тому 23 жовтня 2013 року «Сідней» і Боссхарт взаємно домовилися розірвати контракт.
Завершував ігрову кар'єру у нідерландських аматорських командах «Ейсселмервогелс» та «Гейненорд».

## Виступи за збірну
У 1999–2001 роках залучався до складу молодіжної збірної Нідерландів, з якою був учасником молодіжного чемпіонату Європи 2000 року, де нідерландці не вийшли з групи. Всього за молодіжну збірну зіграв 18 матчів

## Тренерська кар'єра
По завершенні ігрової кар'єри увійшов до тренерського штабу «Ейсселмервогелса», де працював до 2019 року, а у серпні 2017 року недовго був в.о. головного тренера.
З липня 2019 року перейшов на посаду асистента у «Камбюр». У сезоні 2022/23 він був головним тренером у кількох іграх Ередивізі після звільнення тренера Генка де Йонга. Після призначення Сйорса Улте головним тренером, Боссхарт знову став помічником тренера «Камбюра» з 14 листопада 2022 року, де пробув до кінця сезону.
26 червня 2023 року було оголошено, що Боссхарт став помічником тренера Мікеле Сантоні у «Дордрехті».

## Титули і досягнення
- Володар Кубка Нідерландів (2):

«Утрехт»: 2002/03, 2003/04